# Ome (Lombardei)
Ome ist eine norditalienische Gemeinde (comune) mit 3151 Einwohnern (Stand 31. Dezember 2023) in der Provinz Brescia in der Lombardei. Die Gemeinde liegt etwa 11 Kilometer nordwestlich von Brescia. Der Iseosee liegt in 7 Kilometer nordwestlicher Richtung.

## Persönlichkeiten
- Ernesto Bono (1936–2018), Radrennfahrer
- Daniele Bonera (* 1981), Fußballspieler (Verteidiger), in Ome aufgewachsen
- Matteo Bono (* 1983), Radrennfahrer